# Rudi Daems
Pour les articles homonymes, voir Daems.
Rudi Daems est un homme politique belge (membre de Groen), né à Geel le 6 juillet 1963.
Après une licence de sciences politiques et sociales à l'Université Catholique de Louvain, Rudi Daems entre chez Agalev en 1991. Assistant parlementaire d'Agalev au parlement flamand de 1997 à 1999, il travaille plus tard aux cabinets ministériels de Vera Dua de 1999 à 2003 puis de Ludo Sannen de 2003 à 2004 et de Jef Tavernier en 2004. De 2004 à 2009, il fut député au parlement flamand.